# Орю
Орю́ (фр. Orus) — коммуна во Франции, находится в регионе Юг — Пиренеи. Департамент коммуны — Арьеж. Входит в состав кантона Викдессо. Округ коммуны — Фуа.
Код INSEE коммуны — 09222.

## Население
Население коммуны на 2008 год составляло 22 человека.
| 1962 | 1968 | 1975 | 1982 | 1990 | 1999 | 2008 |
| ---- | ---- | ---- | ---- | ---- | ---- | ---- |
| 8    | 15   | 11   | 13   | 20   | 18   | 22   |

## Экономика
В 2007 году среди 15 человек в трудоспособном возрасте (15—64 лет) 10 были экономически активными, 5 — неактивными (показатель активности — 66,7 %, в 1999 году было 90,0 %). Из 10 активных работали 9 человек (6 мужчин и 3 женщины), безработным был 1 (0 мужчин и 1 женщина). Среди 5 неактивных 3 человека были учениками или студентами, 2 — пенсионерами, 0 были неактивными по другим причинам.